# Jan Bauer (polityk)
Jan Bauer (ur. 1969) – czeski menedżer, przedsiębiorca i polityk.
Pełnił urząd burmistrza miasta Prachatice (1998-2010). Jest wieloletnim członkiem Izby Poselskiej (2004-2013 i ponownie od 2017) z ramienia Obywatelskiej Partii Demokratycznej.